# ラーコーツィの独立戦争

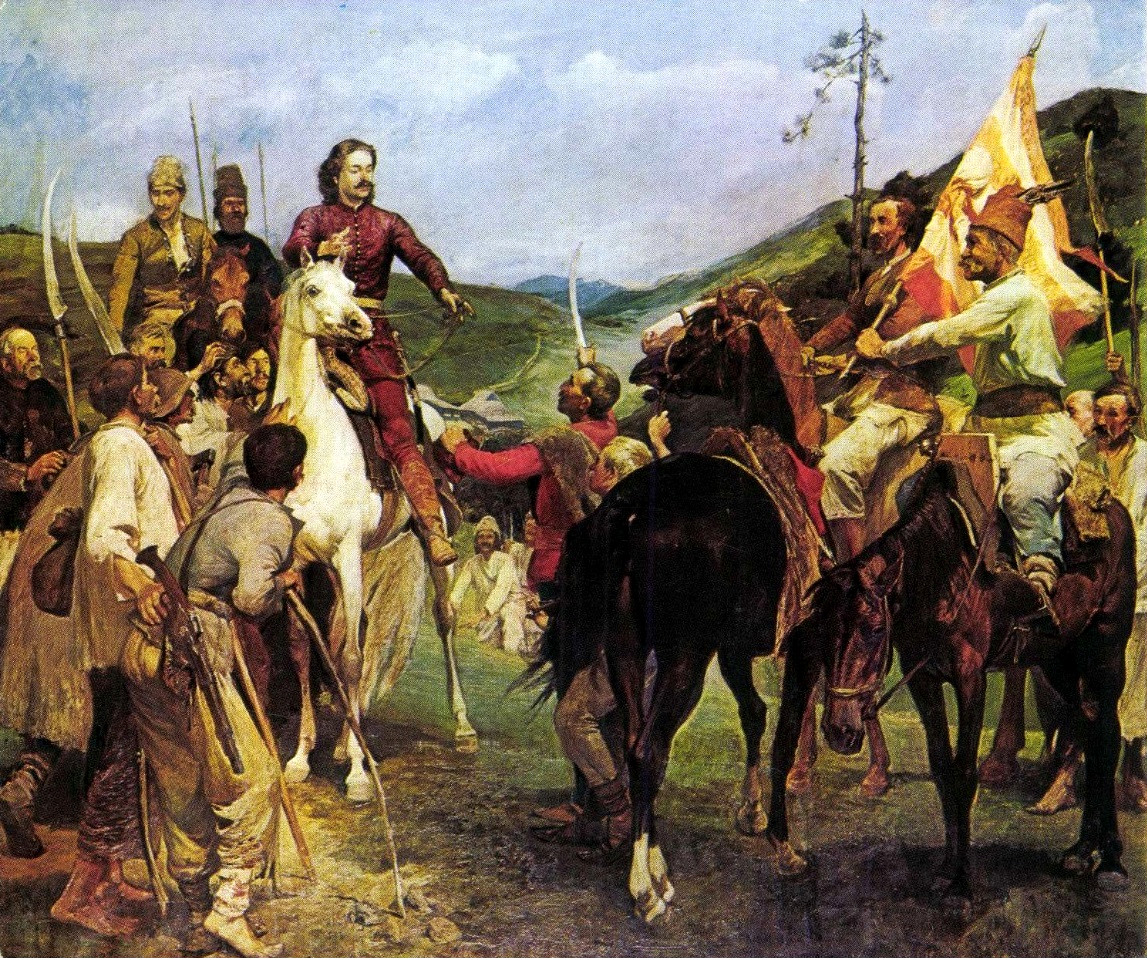
ラーコーツィ・フェレンツ2世とエセ・タマーシュの出会い

ラーコーツィの独立戦争（ラーコーツィのどくりつせんそう、Rákóczi-szabadságharc, 1703年 - 1711年）は、ハプスブルク帝国の絶対主義支配に対し、ハンガリーが自由を求めて起こした最初の重要な紛争。スペイン継承戦争に連動する形で展開した。
この戦いはハプスブルク家とハンガリー間の政治権力の不平等を是正しようと考えた富裕な進歩派上級貴族の一派が起こしたもので、ラーコーツィ・フェレンツ2世によって指導されていた。反乱を起こした貴族たちの狙いは、社会の諸身分の持つ権利を守ること、ハンガリー国家の経済的、社会的独立を保つことであった。
自由回復のための戦争は、成功すればヨーロッパ大陸の勢力均衡を崩しかねず、ヨーロッパの支配的な政治理念である絶対主義を否定するものであり、結局は鎮圧された。しかし、紛争のおかげでハンガリーはハプスブルク帝国の単なる一部分として埋没するのを回避することに成功し、形ばかりとはいえ自国の国法を保つことも出来た。

## 戦争までの経緯
1678年、フランスとオーストリアの敵対関係が深まるなか、ハプスブルク帝国領の一部である王領ハンガリーでは、フランス王ルイ14世の支援を受けた青年貴族テケリ・イムレ伯爵を指導者とする、反ハプスブルク反乱が起きた。反乱軍の主体はハプスブルクの支配を嫌って反政府ゲリラ運動に身を投じた、クルツと呼ばれる戦士たちだった。テケリは瞬く間にハンガリー北部（現在のスロバキア）の大部分を占領、1681年にオスマン帝国がテケリの支援に回り、テケリはスルタン・メフメト4世によって上部ハンガリーの王と認められた。しかし1683年、オスマン帝国がハプスブルク帝国に第二次ウィーン包囲で敗れると、テケリは帝国の支援を失い、1685年にはハンガリーから撤退した。オスマン帝国も大トルコ戦争で劣勢に回り、バルカン半島でハプスブルク家に押されていった。
1690年、神聖ローマ皇帝レオポルト1世は独立地域のトランシルヴァニア（東ハンガリー）を、ハプスブルク家の皇帝の支配する王領ハンガリーの一部に組み入れると宣言した。更に1699年のカルロヴィッツ条約により、オーストリアはオスマン帝国が1526年以後に征服したハンガリー地域のほぼ全域を獲得、3つの地域（王領ハンガリー、トランシルヴァニア、オスマン帝国領ハンガリー）に分断されていたハンガリーはハプスブルク帝国によって再統合された。反乱者テケリとオスマン帝国の同盟関係のため、17世紀末頃のハンガリー情勢は西ヨーロッパ諸国にまでよく知られるところとなり、ハンガリーはキリスト教世界の防壁ではなくキリスト教世界の敵となったのだという認識が高まった。こうした認識も相まって、ハンガリーはハプスブルク家が「オスマン帝国から解放した地域」ではなく「新たに獲得した地域」として、植民地同然に占領され再組織された。
ハンガリーの貴族たちは、カルロヴィッツ条約締結後の新たな支配者ハプスブルク宮廷の強圧的な絶対主義政策に反対していた。彼らの先祖がかつてオスマン帝国に奪われた領地は、その所有権を文書記録によって法的に証明できる者にしか返還されないと決められたからである。また仮に法的証明が認められても、その領地から上がる収益の10％分の資産買い戻し税を納められなければ、取り戻すことは出来ないとされた。彼らが以上の条件を満たせなければ、その領地は没収されて皇帝の債権者たちやプリンツ・オイゲンなどオーストリア高官たちの手に渡った。農奴たちは長期にわたる戦争がもたらした貧窮に憤り、政府を敵視していた。
1697年にはへジャリャ地方で再び反ハプスブルク反乱が起きたが、すぐに鎮圧された。ハプスブルク宮廷とハンガリー貴族との関係は悪化の一途をたどっており、新しくやってきたハプスブルク政府の役人は農奴を手荒く扱ったため、一部の人々はトルコ人の支配下に戻った方がましだと考えるようにすらなった。にも拘らず、皇帝軍の兵士たちは自分たちが「解放」した地域で略奪行為を働き、皇帝軍の指導者の一人アントニオ・カラファ将軍（hu:Antonio Caraffa）は、領地を没収するため反乱者の汚名を着せて貴族や裕福な市民を殺し、残酷な搾取者として悪名を高くした。

## 指導者の出現

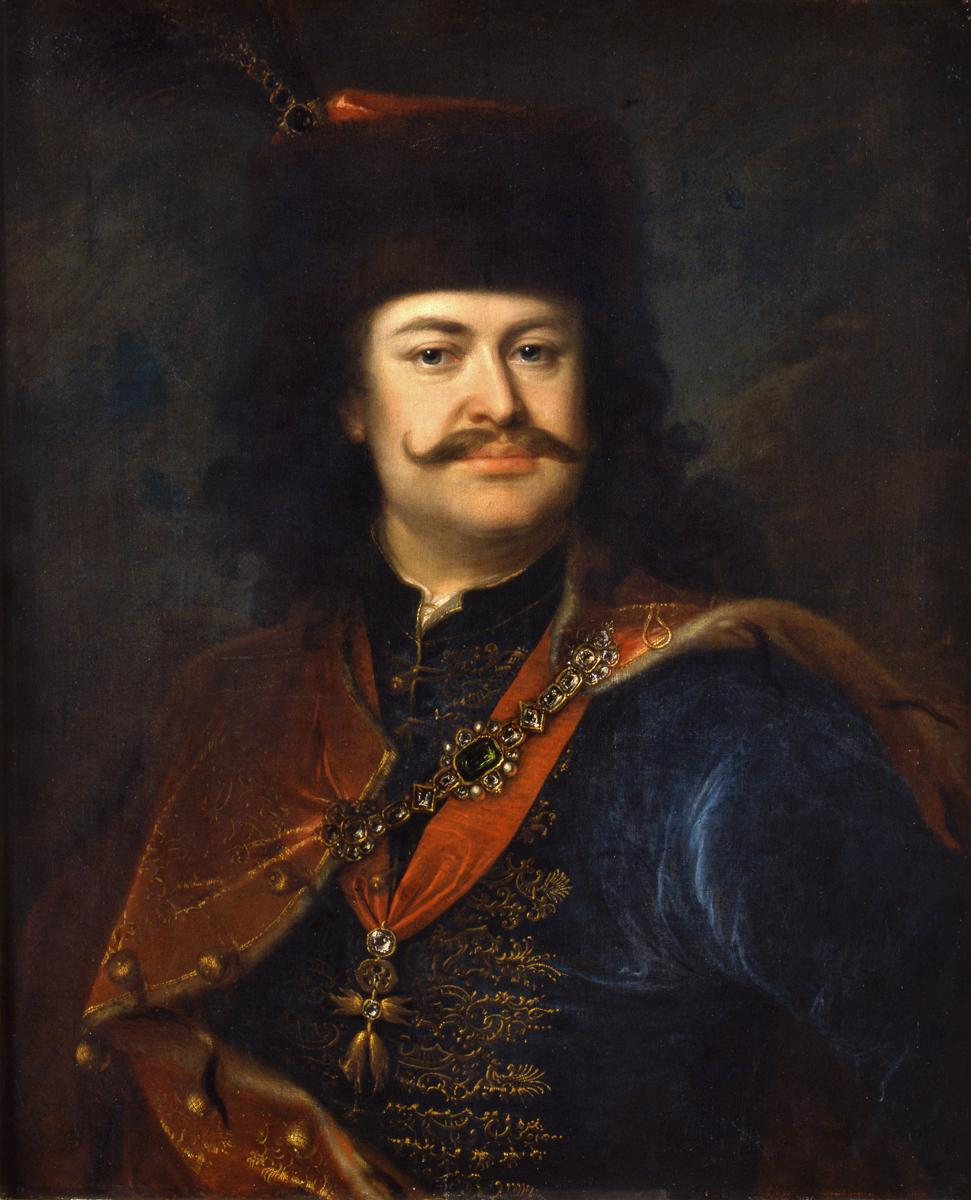
ラーコーツィ・フェレンツ2世

1676年、ラーコーツィ・フェレンツ2世は名門貴族のラーコーツィ家出身でかつてのトランシルヴァニア公ラーコーツィ・フェレンツ1世とその妻ズリーニ・イロナとの間に生まれた。父はラーコーツィがまだ乳児の時に亡くなり、母は1682年にテケリ・イムレと再婚した。テケリの敗北後、イロナは3年ものあいだムンカーチ（現在のウクライナ領ムカーチェヴェ）の城に立てこもって抵抗を続けたが、後に降伏を余儀なくされた。カルロヴィッツ条約の締結後、母と継父テケリは亡命を選択し、ラーコーツィ自身はウィーンでハプスブルク宮廷の監督下におかれて育ち、1694年にシャーロシュ（現在のルーマニア領ショアルシュ）の伯爵に叙せられ、ハンガリーで最も富裕な領主になっていた。
テケリの率いた農民軍の残党は、1697年に現在のハンガリー北東部にあたるへジャリャ地方で新たな蜂起（hu:Hegyaljai felkelés）を起こした。へジャリャ地方はラーコーツィ家の所領の一部であった。反乱軍はトカイ、シャーロシュパタク、シャートラリャウージヘイの城を占拠し、ラーコーツィに指導者となってくれるよう頼んだ。しかしラーコーツィは小規模な農民蜂起にしか見えない粗末な反乱の首謀者に祭り上げられるのを快く思わず、すぐにウィーンに戻り、反乱との関係を否定して精一杯に身の潔白を証明した。
やがて、ラーコーツィは自分の所領と隣合うウングヴァール（現在のウクライナ領ウージュホロド）の領主ベルチェーニ・ミクローシュ伯爵（hu:Bercsényi Miklós）と親しくなった。ベルチェーニは大変に教養深く、ラーコーツィ、フォルガーチ・シモン伯爵（hu:Forgách Simon）に次いで王国で3番目に裕福で、ハンガリーの上級貴族層の多くと親戚関係にある人物だった。ベルチェーニの影響を受け、ラーコーツィはハプスブルク絶対主義からハンガリーを解放することを理想とするようになった。

## 独立のための戦い
スペイン・ハプスブルク家が断絶の危機に見舞われる一方で、フランスはオーストリア・ハプスブルク家の覇権に対抗すべく同盟者を探していた。こうしたなか、ラーコーツィはフランスと協定を結び、彼がハンガリー独立の大義のために戦いを始める暁には支援を行う、という約束を取り付けた。オーストリアの密偵は両者の交わした通信文を押さえると、このことを皇帝に注進した。この協定のため、ラーコーツィは1700年4月18日に逮捕され、ヴィーナー・ノイシュタットの要塞に収監された。
反逆罪での逮捕の場合、かつて同じ容疑で逮捕された母方の祖父ペータル・ズリンスキ（ヴェッシェレーニ陰謀の首謀者の一人）のように、ラーコーツィにも死刑が宣告されることは最初から明らかだった。身重の妻アマーリエと要塞の司令官の手引きでラーコーツィは脱獄、ポーランドへの逃亡に成功した。この地でラーコーツィはベルチェーニと再会し、両者はフランス宮廷との協定を再発効させた。
やがてスペイン継承戦争が勃発し、ハンガリー王国内に駐留していたオーストリア軍の大部分が同国を離れた。この状況を有利とみて、クルツ反乱軍がムンカーチで新たな蜂起を再開し、ラーコーツィはその指導者に推された。この反乱軍を指導していたのは、ラーコーツィ家の元農奴エセ・タマーシュ（hu:Esze Tamás）と、農民上がりの元役人キシュ・アルベルト（hu:Kis Albert）だった。ラーコーツィは民族解放戦争に身を投じることを決意し、反乱軍の申し出を承諾した。1703年6月15日、エセ・タマーシュに率いられた3000人の武装した一団がポーランドのラヴォチュネでラーコーツィの軍団に加わった。ベルチェーニもフランスの援助金を携え、600人のポーランド人傭兵を引き連れて合流した。
ハンガリー貴族の大半は、ラーコーツィの蜂起を農民蜂起に他ならないと考えて支持しなかった。サボルチュ郡で行われたラーコーツィの貴族に対する呼びかけは、無駄に終わるかに見えた。しかし農奴たちは「オーストリアとの戦いに参加すれば自由身分を与える」というラーコーツィの約束に期待し、続々と反乱軍に加わった。彼らはハイドゥク（自由農民戦士）としてラーコーツィ軍の大部分を構成した。反乱軍は1703年9月下旬までにはドナウ川の東側と北側に至り、ハンガリー王国の大部分を支配下においた。ラーコーツィはすぐにドゥナーントゥール（ハンガリー北西部）の征服に乗り出した。

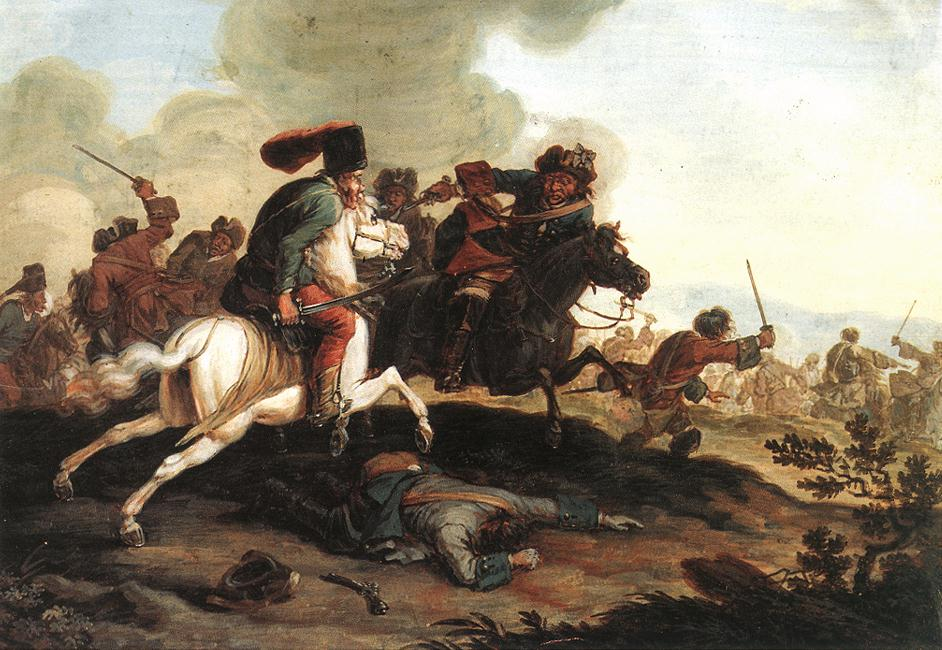
クルツ（反乱軍）とラバンツ（皇帝軍）との戦い

中小貴族たちの中には、ラーコーツィのカリスマ的魅力に引かれて反乱軍側に寝返り、反乱軍の指揮官となる者が出始めた。彼らの一人ラーダイ・パール（hu:Ráday I. Pál）はラーコーツィの最も優秀な腹心として外交任務を担当した。ラーコーツィの政治目標はあくまで上級貴族を中心としたハンガリー貴族身分の政治主権の回復だったが、ベルチェーニとカーロイ・シャーンドル男爵（hu:Károlyi Sándor）を除く上級貴族たちは不参加を決め込んでいた。オーストリア側は数か所の前線でラーコーツィ軍と戦わねばならなかったが、彼らの中にはラーコーツィとの交渉に入るのもやむを得ないという意見が出始めた。
反乱軍はゲリラ戦を得意とする軽騎兵が主体で、皇帝軍との本格的な戦闘では不利であり、しかも軍事経験の豊かな指揮官はまれだった。しかし、皇帝軍がスペイン継承戦争で西部に主力軍を配備している限り、ハンガリーの反乱軍を抑えることは不可能だった。1704年8月13日、オーストリア軍はイングランド軍と共にブレンハイムの戦いでフランス＝バイエルン連合軍に勝利し、スペイン継承戦争で優勢に転じたのみならず、フランス＝バイエルン連合とラーコーツィ軍の連携を阻むことにも成功した。こうして、フランス＝バイエルン＝ハンガリー連合軍によるウィーン占領構想は崩れ去った。
ラーコーツィは軍事的にも経済的にも厳しい状況に追い込まれた。フランスからの支援はだんだん滞るようになる一方で、すでに征服している地域に送り込むため、さらなる軍勢が必要になった。加えて、この時点で配下にあった軍勢に武器と食糧を提供するだけの資力が、ラーコーツィには無かった。占領地域への課税は民衆の支持を失いかねないため、関税・鉱山収益・ハプスブルク派貴族からの財産没収のみで戦費を賄っていたのである。資金不足を解決するべくラーコーツィは新しく銅を主体とする貨幣を発行したが、従来ハンガリーの人々が使用していた銀貨ほど広く普及せず、失敗に終わった。それでも、ラーコーツィはしばらく軍事的優勢を保つことが出来たが、1706年以後は占領した地域から退き始めた。
1705年9月にセーチェーニ（ノーグラード県）で開かれたハンガリー議会（6人の司教、36人の上級貴族、25郡から集まった1000人の下級貴族の代表が集まった）で、ラーコーツィは24人の元老院議員の立ち会いのもと、ハンガリー王国の全身分の「統治首長（fejedelem）」に選ばれた。ラーコーツィと元老院は和平交渉を含む外交問題への対応に関して、連帯責任を負うことも取り決めされた。
1705年10月27日、ハンガリーのプロテスタント勢力と友好関係にあったイングランドとオランダの勧告で、クルツ反乱軍の指導者と皇帝ヨーゼフ1世は和平交渉を始めた。両者とも戦況のいかんによって態度を次々に変えた。交渉の中で障害となったのがトランシルヴァニアの主権をめぐる問題だった。両者とも同国の主権を手放す気が無かったのである。ラーコーツィの提案した条約をフランス側が受け入れず先延ばしにしていたため、ラーコーツィは独立宣言さえ出せば、諸国家は自分との交渉に応じてくれるはずだと確信するようになった。1706年、ラーコーツィの妻（夫とはもう5年間会っておらず、2人の息子ジョージェフとジェルジを伴ってやって来た）と姉がオーストリア側から和平使節として送られてきたが、ラーコーツィは皇帝の便宜を図ろうとする彼女たちの言い分を聞こうとしなかった。
ベルチャーニの支持を受けたラーコーツィの勧告により、新たな議会がオーノド（ボルショド郡）で開催され、議会は1707年6月13日にハプスブルク家をハンガリー王位から排除することを宣言した。しかしこの王位排除立法も、銅貨発行によるインフレ回避もどちらも反乱軍の崩壊を食い止めることは出来なかった。ルイ14世はハンガリー君主を名乗るラーコーツィとの条約締結を拒み、見捨てられたハンガリー人たちは孤立無援となった。ハンガリー人にはロシアとの同盟という選択肢しかなかったが、これも容易に実現できるものではなかった。
1708年8月3日のトレンチーンの戦いで、ラーコーツィは乗っていた馬がよろけたため地面に落ち、意識を失った。クルツ反乱軍は彼が死んだと思い、戦場から逃げ去った。この無様な敗退が蜂起の事実上の終焉であった。クルツ反乱軍の大勢の指導者たちが皇帝への忠誠を表明し、皇帝に慈悲を乞うた。ラーコーツィの軍勢はムンカーチとサボルチュ郡周辺の地域まで撤退した。
1710年、絶望的な状況に陥ったラーコーツィは、自らロシア皇帝ピョートル1世に協力を仰ぐためロシアに赴いた。しかしその間、ラーコーツィの代理を務めていたカーロイ・シャーンドルは、勝手に皇帝の全権大使パールフィ・ヤーノシュ（hu:Pálffy János (hadvezér)）との和平交渉を行い、1711年4月30日にサトマールの和約を結んだ。和約により、この戦いに参加した反乱者全員が、ハプスブルク王家に忠誠を誓うことを条件に恩赦を受けることになった。ラーコーツィは和約によって約束された安全を信用せず、1711年2月21日、ポーランドに亡命した。こうして反乱は終結、ラーコーツィは残りの生涯を亡命者として過ごした。